# Băng đảng
Băng đảng, băng nhóm (tiếng Anh: gang) hay còn có các tên gọi khác như bang phái (giản thể: 帮派; phồn thể: 幫派; bính âm: bāng pài), bang hội trong thế giới kiếm hiệp cổ trang, hoặc như băng đảng giang hồ, băng nhóm giang hồ, băng đảng đường phố, băng nhóm đường phố, là một nhóm xã hội hay tổ chức bí mật của các anh em kết nghĩa, bạn bè hoặc các thành viên của một gia đình với lãnh đạo đã được xác định hay của một tổ chức nội bộ họp thành một khối đồng nhất, họ sở hữu hoặc tranh giành nhau quyền kiểm soát địa bàn trong một cộng đồng và trong các cuộc đụng độ, xô xát với tư cách cá nhân hoặc là tập thể, theo cách bất hợp pháp và có thể xảy ra các hành vi bạo lực, chém giết. Trên thế giới, các băng đảng nổi lên ở Mỹ từ khoảng giữa thế kỷ 19 và là mối bận tâm của các lãnh đạo thành phố mỗi khi các băng nhóm xuất hiện. Thành viên của một băng đảng có thể được gọi là "dân giang hồ" hoặc thông tục hơn là "dân anh chị".

## Danh mục sách tham khảo
- Hagedorn, John M. (2008), A World of Gangs: Armed Young Men and Gangsta Culture, Minneapolis, Minnesota, United States: University of Minnesota Press, ISBN 978-0-8166-5066-8
- O'Deane, Matthew D. (2010), Gangs: Theory, Practice and Research, San Clemente, California, United States: Lawtechcustompublishing.com, ISBN 978-1-933778-19-8, Bản gốc lưu trữ ngày 5 tháng 3 năm 2016, truy cập ngày 7 tháng 5 năm 2011

Anon. 2018. “Gangs from Different Sociological Perspectives and Theories.” UKEssays.com. Retrieved October 30, 2019 ).
Collins, Angela M., Scott Menard and David Pyrooz. 2018. "Collective Behavior and the Generality of Integrated Theory: A National Study of Gang Fighting." Deviant Behavior 39(8):992-1005